# Diamantregenboogvis
De diamantregenboogvis (Melanotaenia praecox) is een tropische zoetwatervis die voorkomt in de Mamberamo rivier op Nieuw-Guinea. De vis heeft een grootte tussen de 5 en 6 centimeter.
Het is een vreedzame scholenvis die veel in aquaria wordt gehouden. De mannetjes hebben rode vinnen en fellere kleuren dan de vrouwtjes die oranjegele vinnen hebben.